# 조니 데이먼
조니 데이비드 데이먼(Johnny David Damon, 1973년 11월 5일 ~ )은 1995년부터 2012년까지 메이저 리그 베이스볼에서 활약한 미국의 전 프로 야구 외야수이다.  자신의 메이저 리그 베이스볼 경력에서 데이먼은 캔자스시티 로열스 (1995년 ~ 2000년), 오클랜드 애슬레틱스 (2001년), 보스턴 레드삭스 (2002년 ~ 05년), 뉴욕 양키스 (2006년 ~ 09년), 디트로이트 타이거스 (2010년), 탬파베이 레이스 (2011년)와 클리블랜드 인디언스 (2012년)을 위하여 활약하였다.  데이먼은 또한 태국 야구 국가대표팀을 위하여 활약하기도 하였고, 2013년 월드 베이스볼 클래식에 합격을 위한 팀의 일원이었다.

## 어린 시절
캔자스주에 있는 육군 기지인 포트라일리에서 태어났다.  그의 모친 요메는 태국 이민자였고, 그의 부친 지미는 크로아티아와 아일랜드의 혼혈이었다.  부부는 조니의 부친이 미국 육군에서 하사이면서 태국에 주둔할 때 만났다.  데이먼은 "육군의 선머슴"으로서 자신의 요람기를 보내며 자신의 부친이 육군을 떠나고 가족을 플로리다주 올랜도에 정착시킬 때까지 오키나와에서 서독까지 몇몇의 육군 기지들로 이주하였다.
데이먼은 조용한 어린이였으며, 말을 더듬기 마련이었다.  그는 어린이로서 사우스 올랜도 리틀 리그에서 활약하였다.  그는 1992년 자신의 시니어 해 동안 올랜도에 있는 닥터 필립스 고등학교에서 수학하였고, 그는 베이스볼 아메리카에 의하여 국가에서 최고의 고등학생 전망 선수로 순위에 들어 USA 투데이의 고등학교 올아메리카 팀으로 임명되며 "올해의 플로리다주 게이터레이드 선수"였다.  데이먼은 또한 고등학교에서  미식축구를 하기도 하였고, 한번은 워런 새프에 의하여 맞아 자신의 인생에 첫 진탕을 경험하였다.

## 선수 경력

### 캔자스시티 로열스 (1995년 ~ 2000년)
데이먼은 1992년 아마추어 드래프트의 첫 라운드에서 캔자스시티 로열스에 의하여 선발되었다.  그는 마이너 리그의 위치토 랭글러스와 이전의 시즌을 활약한 후, 1995년 8월 12일 자신의 메이저 리그 베이스볼 데뷔를 이루었다.  그는 2000년까지 5년 동안 로열스를 위하여 활약하였다.  그는 1998년 104개와 1999년 101개의 득점을 매겼다.  자신이 안타 (214개), 타석 (655개)와 본루 출연들에서 2위를 하면서 136개의 득점과 47개의 도루에서 아메리칸 리그를 이끌 때 그의 최고 시즌들 중의 하나가 2000년에 왔다.

### 오클랜드 애슬레틱스 (2001년)
데이먼은 오클랜드 애슬레틱스와 2001년을 보냈다.  애슬레틱스, 로열스와 탬파베이 데빌레이스에서 연루된 3개의 방향 이적에서 애슬레틱스는 데빌레이스로부터 투수 코리 라이들과 로열스로부터 2루수 마크 엘리스와 더불어 데이먼을 받았다.  그는 리그에서 타석에서 3위 (644개)와 득점에서 7위 (108개)를 하였다.

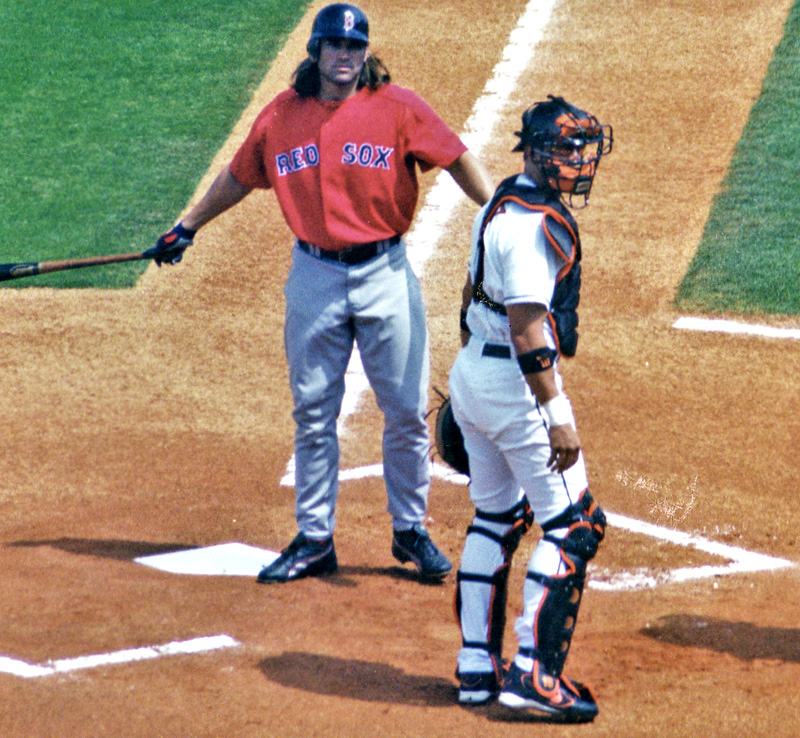
2005년 보스턴 레드삭스와 봄 훈련에서

### 보스턴 레드삭스 (2002년 ~ 05년)
2001년 12월 21일 데이먼은 보스턴 레드삭스와 4년, 3천 1백만 달러의 계약을 맺었다.
2002년 그는 3루타 (11개)에서 리그를 이끌고 내야 안타 (25개)에서 3위를 하여 개회식 아메리칸 리그 올스타 결승전 투표에서 팬들에 의하여 선발된 첫 선수가 되었다.
2003년 6월 27일 데이먼은 플로리다 말린스를 상대로 이닝에서 3개의 본루 안타를 기록하는 데 1900년 이래 메이저 리그 베이스볼 역사상 2번째 만의 선수가 되었다.  그해 아메리칸 리그 디비전 시리즈의 5번째 경기가 열리는 동안 데이먼은 자신과 동료 선수 데이미언 잭슨이 둘다 내야 플라이를 추구하는 시도를 하는 동안 그와 함께 정면 충돌에 부딪쳤다.  데이미언은 엄한 진탕을 겪고 들것에 실려 필드로부터 제외되어야 했다.  잭슨도 또한 진탕을 겪었으나 보조와 함께 필드를 떠날 수 있었다.
2004년 데이먼은 득점 (123개)에서 리그 2위를 하고, 경기에서 1위의 선두 타자와 중견수들 사이에 자신을 재설립하기 시작하였다.  주장적으로 메이저 리그에서 그의 최고 시즌에 데이먼은 20개의 홈런과 94개의 타점에서 .304 점을 타구하고, 본루에서 향상된 인내심을 보였다.  그의 저서에 의하면 그는 하나의 시즌에서 90개 이상의 득점에서 모는 데 메이저 리그 베이스볼 역사상 4번째 만의 선두 타자였다고 한다.  데이먼은 애너하임 에인절스를 상대로 그해의 디비전 시리즈가 열리는 동안 열렬한 7 루 15 타를 타구하였으나 양키스를 상대로 아메리칸 리그 챔피언십 시리즈에서 분투하여 첫 6개의 경기를 통하여 본루로부터 3 루 29 타 만을 갔다.  7번째 경기에서 데이먼은 레드삭스를 페넌트로 이끄는 데 2개의 홈런(그 중에 하나는 그랜드 슬램)을 쳤다.  월드 시리즈에서 4개의 경기를 휩쓰는 데 세인트루이스 카디널스를 상대로 레드삭스가 시리즈를 우승하면서 하나의 홈런을 치기도 하였다.
레드삭스와 자신의 4년 경력을 통하여 데이먼은 597개의 경기(중견수에서 590번, 지명 타자로서 7번)에 나오고 56개의 홈런을 쳤다.  그의 2,476개의 타석 중에 2,259개는 선두 타자로서였다.  데이먼은 200년 156개의 타석을 위하여 정렬에서 2번째로 타구하여 수시의 투구 안타를 제외한 나머지의 거의 전부를 위하여 세어졌고, 2005년 그는 624개의 타석을 가지고 선두 타자로서 3개를 제외하고 전부였다.  그는 또한 자신의 2번째 올스타 선발을 얻어 아메리칸 리그의 중견수로서 출발하였다.  그는 35개의 내야 안타와 함께 아메리칸 리그를 이끌고, 2004년 자신이 타구한 35개의 2루타와 조화하였다.

### 뉴욕 양키스 (2006년 ~ 09년)
2005년 12월 20일 데이먼은 뉴욕 양키스와 4년, 5천 2백만 달러의 계약을 맺었다.  레드삭스는 3년 계약에 단단히 서면서 대리인 스콧 보라스에 의하여 제의된 5년 거래에 협상하지 않기로 선택하였다.
양키스와 함께 데이먼의 맺은 계약은 보스턴과 레드 삭스 조직에 그의 이전의 공언된 충성의 이유로 많은 레드삭스의 팬들에 의하여 타락으로 이끌었다.
양키스가 장발과 얼굴의 털 둘다 금지하는 선수들을 위하여 엄한 예복 규범을 가지면서 데이먼은 12월 22일 머리털을 깎고 면도를 하였다.  레드삭스와 함께 자신의 3번째 시즌까지 단정한 출연을 가진 데이먼은 만약 자신이 양키스 마저와 계약을 맺지 않았다면 자신의 머리털을 깎고 면도를 하는 데 계획을 가져왔으나 사색을 보호하는 규정에서 그들과 계약을 맺은 후까지 기다렸다.
이어진 시즌에 8월 펜웨이 파크에서 열린 양키스와 레드삭스 간의 중추적 5개의 경기 시리즈에서 데이먼은 8월 18일 더블헤더와 8월 19일 경기를 포함한 첫 3개의 경기 각각에서 3 루 6 타로 갔다.  양키스가 39 대 20의 합쳐진 득점에 의하여 우승하고, 레드삭스의 그해의 플레이오프 포부들로 엄한 타격을 다루면서 데이먼은 첫 3개의 경기에서 2개의 홈런을 치고, 8개의 득점을 매겼다.
2006년 데이먼은 자신의 경력 사상 24개의 홈런을 치는 동안 아메리칸 리그에서 득점에서 3위 (115개)와 도루에서 9위 (25개)를 하였다.  그는 또한 이전의 2개 시즌으로부터 35개의 2루타의 자신의 평점에 동점을 매기기도 하였다.  그는 최소한 24개의 홈런을 치고, 최소한 24개의 본루에서 도루하는 데 메이저 리그 역사상 단 4명의 선수들 중에 하나였다.

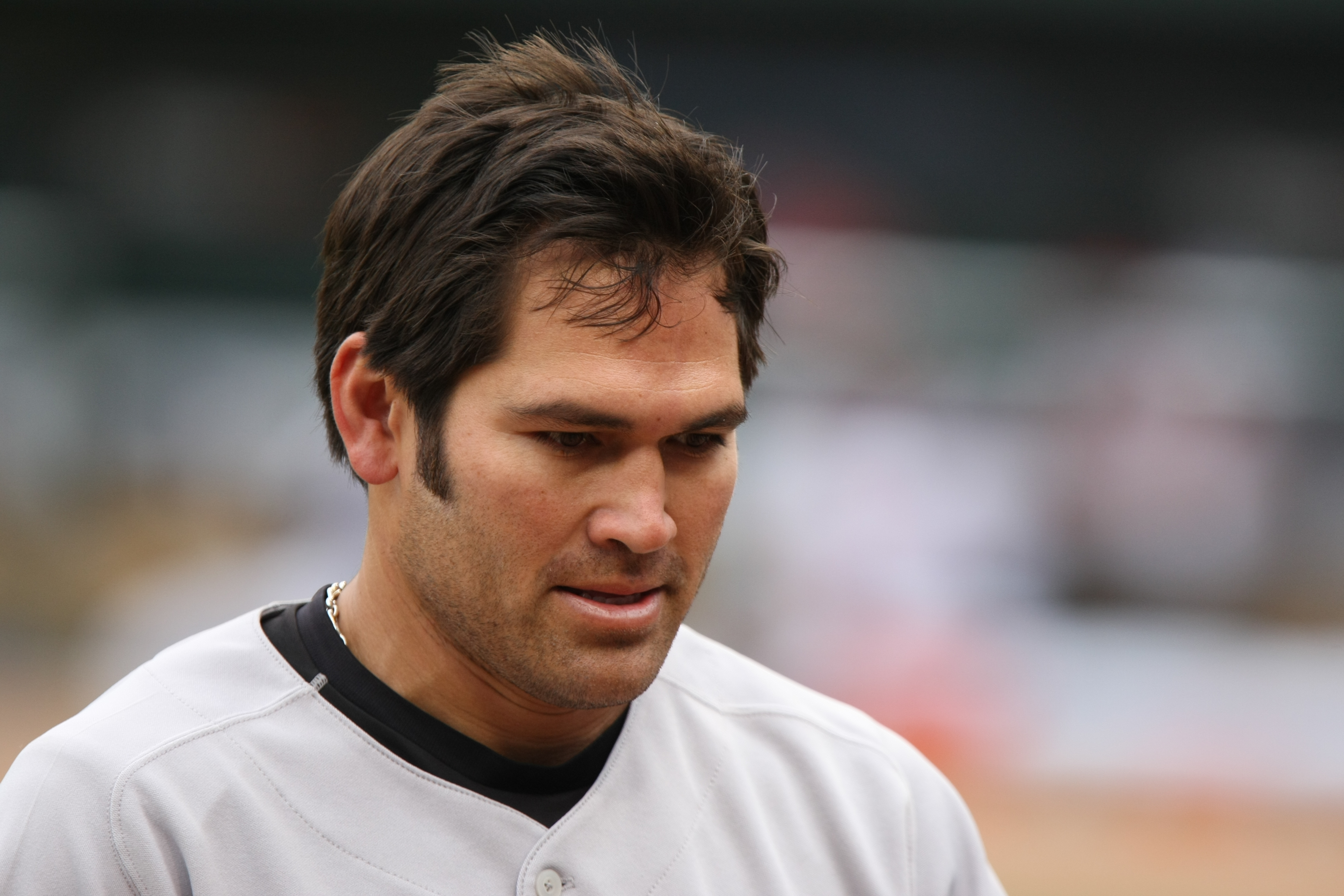
2008년 뉴욕 양키스와 함께

2008년 6월 7일 데이먼은 양키스가 로열스에 12 대 11로 우승에서 6 루 6 타로 갔다.  그는 1934년 마이릴 호어그가 그 업적을 이룬 이래 9개의 이닝 경기에서 6개의 안타를 치는 데 첫 양키스 선수가 되었다.  데이먼은 이것이 양키스의 선수로서 자신의 첫 끝내기 안타였다고 말하였다.
7월 6일 자신의 왼쪽 어깨에 멍이 든 관절과 함께 자신의 메이저 리그 베이스볼 경력에서 처음으로 15일간의 장애자 명단에 놓였다.  부상은 데이먼이 3루타를 잡는 시도에서 외야의 벽에 부딪칠 때 하루 일찍이 생겼다.  당시 데이먼은 장애자 명단에 가는 것 없이 메이저 리그에서 최소한 10년에 활약한 단 3명의 활동적 메이저 리그 선수들 중의 하나였다.  그는 활약으로 복귀하여 시즌을 위하여 27개의 2루타를 쳤다.  데이먼은 양키스와 자신의 3개의 완료 시즌에서 53개의 홈런을 쳤다.
2009년 7월 27일 데이먼은 탬파베이 레이스의 브라이언 샤우스에 자신의 200번째 경력 홈런을 쳤다.  2009년 시즌을 위하여 그는 .282 점을 타구하고, 매긴 득점에서 리그에서 4위 (107개)를 한 동안 5개의 실책에서 아메리칸 리그의 좌익수들 사이에 선두를 위하여 동점을 매겼다.
데이먼은 그해 아메리칸 리그 챔피언십 시리즈의 3번째와 4번째 경기에서 홈런을 쳐 6개의 경기에서 로스앤젤레스 에인절스 오브 애너하임을 꺾었다.  양키스가 2009년 월드 시리즈에서 필라델피아 필리스를 상대로 경기를 가지러 갈 때 데이먼은 필리스의 방어가 타자 마크 테세이라에 위치가 변경되면서 하나의 활약에서 2개의 도루를 가진 공적으로 인정을 받았다.  양키스가 결국적으로 6개의 경기에서 필리스를 꺾으면서 데이먼은 자신의 2번째 챔피언십 링을 얻었다.
자신의 2번째 월드 시리즈를 우승한 후 데이먼은 양키스로 돌아오는 데 자신의 열망을 표현함에 불구하고 2009년 시즌 후에 자유 계약으로 들어갔다.  그는 지난 4년의 세월 동안 자신이 번 최소한 1천 3백만 달러에서 그들이 그에게 지불하지 않은 한 양키스가 그에게 제공조차 만들지 않았다고 역설하였다.  자신의 계약 요구들의 결과로서 양키스는 데이먼이 마지막 분에 그의 샐러리 요구들을 낮추는 데 불구하고 1루수이자 지명 타자 닉 존슨을 1년, 5.5백만 달러의 계약으로 맺었다.  양키스는 본질적으로 데이먼이 브롱크스로 돌아오는 데 문을 닫은 1년, 2백만 달러의 거래로 외야수 랜디 윈을 계약맺었다.

### 디트로이트 타이거스 (2010년)
2010년 2월 22일 데이먼은 디트로이트 타이거스와 1년, 8백만 달러의 계약으로 동의하였다.  4월 10일 그는 로열스를 상대로 자신의 1,000번째 경력 타점을 기록하였다.  5월 1일 그는 3 대 2로 경기를 우승하는 데 코메리카 파크에서 에인절스의 투수 스콧 실즈에 끝내기 홈런을 쳤다.  7월 6일 데이먼은 볼티모어 오리올스의 제이크 아리에타에 자신의 2,500번째 경력 안타를 치고, 데이비드 에르난데스에 끝내기 홈런을 쳐 타이거스에 7 대 5의 우승을 주었다.  시즌을 위하여 그는 .271 점을 타구하고, 시즌의 말기에 자유 계약 선수가 되었다.

### 탬파베이 레이스 (2011년)

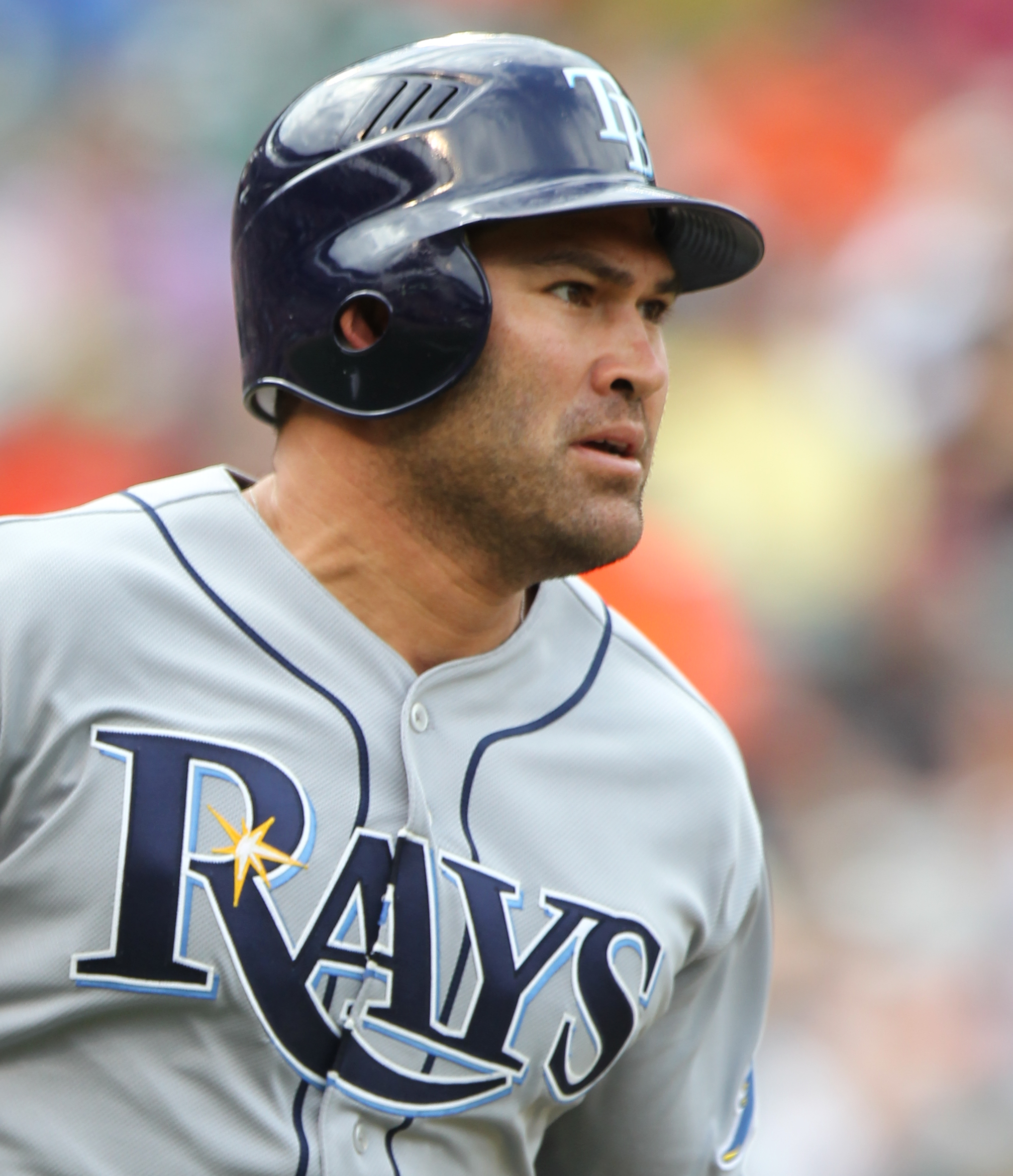
2011년 탬파베이 레이스 활약 시절의 데이먼

2011년 1월 21일 데이먼은 탬파베이 레이스와 1년, 5.25백만 달러의 계약으로 동의하였다.  레이스는 또한 대리인 스콧 보라스에 의하여 제의된 일괄 거래에서 데이먼의 전 동료 선수 매니 라미레스를 계약하기도 하였다.  또한 데이먼가 재결합을 한 선수는 전 레드삭스의 켈리 쇼퍼치였다.
조 매던 감독은 자신이 레이스가 이끄는 경기들에서 시즌 후반 동안 37세의 데이먼이 가끔 샘 펄드에 의하여 대체되는 것을 기대하였다고 말하였다.  라미레스의 뜻밖의 은퇴 후, 이 일은 데이먼이 주요적으로 지명 타자로서 활약하려고 하면서 제출되었다.
4월 16일 데이먼은 레이스를 위하여 5연속 경기를 위하여 경기를 우승하는 안타를 가졌으며, 그 중에 2개는 끝내기 안타였다.  6월 29일 데이먼은 2,654개의 안타와 함께 사상 안타 명단에 71위를 위하여 테드 윌리엄스와 동점을 매겼다.  7월 2일 데이먼은 4 루 4 타로 가 그의 첫 이닝 1루타는 그를 사상 안타 명단에 테드 윌리엄스를 지나게 하였다.  그는 2,723개의 경력 안타와 함께 시즌 사상 57위에 왔다.
아메리칸 리그 디비전 시리즈의 첫 경기에서 데이먼은 자신의 팀에게 일찍이 2 대 0의 선두를 주는 데 텍사스 레인저스의 투수 C. J. 윌슨에 2번째 이닝에서 2개의 득점 홈런을 쳤다.  레이스는 9 대 0으로 경기를 우승하였지만, 그들은 결국적으로 5개의 최고 디비전 시리즈를 3 대 1로 패하였다.

### 클리블랜드 인디언스 (2012년)
2012년 4월 12일 1.25백만 달러를 위하여 클리블랜드 인디언스와 1년 마이너 리그 계약을 맺었다.  5월 1일 데이먼은 인디언스로 소집되었다.  5월 2일 자신의 데뷔를 이루어 시카고 화이트삭스에 선두 타구를 하였다.  그는 하나의 4구에 의한 출루와 함께 0 대 3으로 가 경기를 끝냈다.  인디언스의 감독 매니 액타는 그의 마지막 18개의 타석에서 2개의 안타를 포함하여 선두 포지션에서 4 승 29 패로 간 후, 타구 정렬에서 데이먼을 7번째로 떨어드렸다.  6월 26일 양키스를 상대로 경기에서 데이먼은 2,750개의 경력 안타를 모으는 데 메이저 리그 베이스볼 역사상 52번째 선수가 되었다.  올스타 브레이크로 향하면서 데이먼은 163개의 공식적 타석에서 35개의 안타를 치고, 50개의 경기에서 .215 점을 타구하고 있었다.  7월 20일 데이먼은 오리올스를 상대로 3개의 안타와 함께 시즌 사상 기록을 동점매겼다.
데이먼은 8월 3일 지위를 위하여 지명되었다.  그는 8월 9일 투수들 데릭 로와 제러미 아카도와 더불어 인디언스에 의하여 내보내졌다.
데이먼은 2,769개의 안타와 함께 자신의 경력을 끝내 메이저 리그 베이스볼 경력 안타 지도 선수들의 명단에 자신을 54위로 놓았다.
치퍼 존스와 오마르 비스켈을 포함한 첫번째 후보들의 두드러진 단체에 그가 가입한 2018년 미국 야구 명예의 전당을 위한 적격의 첫 해가 그에게 왔다.  그는 8% 혹은 비밀 투표의 1.8% 만을 받고 훗날의 숙고로부터 떨어져 나갔다.

### 자유 계약 선수 (2013년 ~ 15년)
2013년을 위하여 데이먼은 계약이 맺어지는 데 희망을 두어 부상을 당한 커티스 그랜더슨을 위한 대체로서 리그의 최소 샐러리르 위하여 그를 계약 맺는 데 양키스에 기회를 제공하였다.  양키스는 자신들이 데이먼을 계약 맺는 것에 흥미가 없었다고 나타냈다.  데이먼은 2013년의 전부를 위하여 비계약으로 남아 활약하지 않았다.
그해 후순과 2014년 초순에 데이먼은 3,000개의 안타를 얻는 데 기회를 가지는 일부에서 계속 선수 생활을 하는 데 열망을 나타냈다.  그는 대중매체의 회원들에게 자신이 좋은 육체적 상태에 머물었고, 봄 훈련으로 초청들을 받는 데 희망을 가졌다고 말하였다.
데이먼은 2014년 시즌의 시작에 대비하여 아무 제공을 받지 않았다.  그해 5월 레드삭스의 2004년 월드 시리즈 챔피언십 10주년을 벌이는 데 보스턴에 있는 동안 인터뷰에서 데이먼은 자신이 메이저 리그에서 다시는 활약하지 않을 것 같다고 자신이 인정하였어도 자신의 은퇴를 공식적으로 공고하는 계획들을 가지고 있지 않았다고 나타냈다.  그는 또한 자신이 아직도 활약하는 것과 좋은 육체적 상태에 지속적으로 머물고 만약 기회가 주어진다면 활약할 수 있다는 것을 나타내며 "만약 팀이 나를 부른다면 내가 준비될 수 있는 것처럼 느껴진다.  내가 오늘밤에 활약하면 홈런을 칠 것이다."라고 말하였다.  6월 22일 그는 자신의 첫 양키스 고참자의 날에 활약하였다.
그해 7월 언론계 보고는 데이먼이 아직도 메이저 리그에서 다시 활약하는 희망을 두었다고 나타냈다.  이야기에 의하면 6월에 데이먼은 팀이 그를 계약맺는 숙고를 해야 할 제안으로 충분히 인상을 받은 필리스를 위하여 타구 연습과 함께 즉석의 개회기를 완료하였다.
8월 4일 데이먼은 WEE-FM 라디오 쇼 "Middays with MFB"와 함께 인터뷰를 주어 자신이 아직도 활약하는 것을 원하는 동안 아무 팀도 흥미를 표현하지 않았다고 나타내면서 "그날들은 끝났다"고 말하였다.
그해 12월 언론계 기사들에 의하면 데이먼은 2015년에 활약하는 것을 희망하고, 그의 대리인은 기자에게 "당신이 만약 조니에게 의문하면 그는 복귀하는 게 사랑할 것이다."라고 말하였다.

## 수상
- 1993년 - 중서부 리그 올스타 외야수
- 1994년 - 캐롤라이나 리그 올스타 로열스 올해의 마이너 리그 선수
- 1995년 - 베이스볼 아메리카 마이너 리그 올스타 1위, 올해의 캔자스시티 로열스 마이너 리그 선수, 텍사스 리그 올스타 & MVP, AA 올스타와 올해의 AA 선수
- 2000년 - 올해의 캔자스시티 로열스 선수
- 2002년 - 올스타 (개최적 아메리칸 리그 올스타 결승 투표 우승자)
- 2005년 - 베이스볼 아메리카 세컨드 팀 올스타, 아메리칸 리그 올스타
- 2009년 - TYIB 상 : 최고의 포스트시즌 순간

## 연도별 타격 성적
| 연 도      | 소 속      | 경 기 | 타 석 | 타 수 | 득 점 | 안 타 | 2 루 타 | 3 루 타 | 홈 런 | 루 타 | 타 점 | 도 루 | 도 루 자 | 희 생 번 | 희 생 플 | 볼 넷 | 고 4 | 사 구 | 삼 진 | 병 살 타 | 타 율 | 출 루 율 | 장 타 율 | O P S |
| ---------- | ---------- | ----- | ----- | ----- | ----- | ----- | ------- | ------- | ----- | ----- | ----- | ----- | -------- | -------- | -------- | ----- | ---- | ----- | ----- | -------- | ----- | -------- | -------- | ----- |
| 1995년     | KC         | 47    | 206   | 188   | 32    | 53    | 11      | 5       | 3     | 83    | 23    | 7     | 0        | 2        | 3        | 12    | 0    | 1     | 22    | 2        | .282  | .324     | .441     | .765  |
| 1996년     | KC         | 145   | 566   | 517   | 61    | 140   | 22      | 5       | 6     | 190   | 50    | 25    | 5        | 10       | 5        | 31    | 3    | 3     | 64    | 4        | .271  | .313     | .368     | .681  |
| 1997년     | KC         | 146   | 524   | 472   | 70    | 130   | 12      | 8       | 8     | 182   | 48    | 16    | 10       | 6        | 1        | 42    | 2    | 3     | 70    | 3        | .275  | .338     | .386     | .724  |
| 1998년     | KC         | 161   | 710   | 642   | 104   | 178   | 30      | 10      | 18    | 282   | 66    | 26    | 12       | 3        | 3        | 58    | 4    | 4     | 84    | 4        | .277  | .339     | .439     | .778  |
| 1999년     | KC         | 145   | 660   | 583   | 101   | 179   | 39      | 9       | 14    | 278   | 77    | 36    | 6        | 3        | 4        | 67    | 5    | 3     | 50    | 13       | .307  | .379     | .477     | .856  |
| 2000년     | KC         | 159   | 741   | 655   | 136   | 214   | 42      | 10      | 16    | 324   | 88    | 46    | 9        | 8        | 12       | 65    | 4    | 1     | 60    | 7        | .327  | .382     | .495     | .877  |
| 2001년     | OAK        | 155   | 719   | 644   | 108   | 165   | 34      | 4       | 9     | 234   | 49    | 27    | 12       | 5        | 4        | 61    | 1    | 5     | 70    | 7        | .256  | .324     | .363     | .687  |
| 2002년     | BOS        | 154   | 702   | 623   | 118   | 178   | 34      | 11      | 14    | 276   | 63    | 31    | 6        | 3        | 5        | 65    | 5    | 6     | 70    | 4        | .286  | .356     | .443     | .799  |
| 2003년     | BOS        | 145   | 690   | 608   | 103   | 166   | 32      | 6       | 12    | 246   | 67    | 30    | 6        | 6        | 6        | 68    | 4    | 2     | 74    | 5        | .273  | .345     | .405     | .750  |
| 2004년     | BOS        | 150   | 702   | 621   | 123   | 189   | 35      | 6       | 20    | 296   | 94    | 19    | 8        | 0        | 3        | 76    | 1    | 2     | 71    | 8        | .304  | .380     | .477     | .857  |
| 2005년     | BOS        | 148   | 688   | 624   | 117   | 197   | 35      | 6       | 10    | 274   | 75    | 18    | 1        | 0        | 9        | 53    | 3    | 2     | 69    | 5        | .316  | .366     | .439     | .805  |
| 2006년     | NYY        | 149   | 671   | 593   | 115   | 169   | 35      | 5       | 24    | 286   | 80    | 25    | 10       | 2        | 5        | 67    | 1    | 4     | 85    | 4        | .285  | .359     | .482     | .841  |
| 2007년     | NYY        | 141   | 605   | 533   | 93    | 144   | 27      | 2       | 12    | 211   | 63    | 27    | 3        | 1        | 3        | 66    | 1    | 2     | 79    | 4        | .270  | .351     | .396     | .747  |
| 2008년     | NYY        | 143   | 623   | 555   | 95    | 168   | 27      | 5       | 17    | 256   | 71    | 29    | 8        | 2        | 1        | 64    | 0    | 1     | 82    | 5        | .303  | .375     | .461     | .836  |
| 2009년     | NYY        | 143   | 626   | 550   | 107   | 155   | 36      | 3       | 24    | 269   | 82    | 12    | 0        | 2        | 1        | 71    | 1    | 2     | 98    | 9        | .282  | .365     | .489     | .854  |
| 2010년     | DET        | 145   | 613   | 539   | 81    | 146   | 36      | 5       | 8     | 216   | 51    | 11    | 1        | 2        | 1        | 69    | 1    | 2     | 90    | 5        | .271  | .355     | .401     | .756  |
| 2011년     | TB         | 150   | 647   | 582   | 79    | 152   | 29      | 7       | 16    | 243   | 73    | 19    | 6        | 2        | 5        | 51    | 1    | 7     | 92    | 4        | .261  | .326     | .418     | .743  |
| 2012년     | CLE        | 64    | 224   | 207   | 25    | 46    | 6       | 2       | 4     | 68    | 19    | 4     | 0        | 0        | 0        | 17    | 0    | 0     | 27    | 0        | .222  | .281     | .329     | .610  |
| 통산：18년 | 통산：18년 | 2490  | 10917 | 9736  | 1668  | 2769  | 522     | 109     | 235   | 4214  | 1120  | 408   | 103      | 57       | 71       | 1003  | 38   | 50    | 1257  | 93       | .284  | .352     | .433     | .785  |

- 2012년 기준, 굵은 글씨는 시즌 최고 성적.